# 哈利·貝克
亨利·查爾斯·貝克（英語：Henry Charles Beck；1902年6月4日—1974年9月18日），英國工程繪圖師，因為於1931年時設計出了概略式的改良版倫敦地鐵路線圖而聞名:p293。貝克是在倫敦地鐵兼職期間，利用閒暇時間畫出了第一份新式地圖，雖然上級一開始不認為他的顛覆性設計能夠成功，但還是將他的圖印製成小冊、在1933年公開發行，結果卻受到了大眾的歡迎。在此之後，倫敦地鐵都利用貝克設計的拓撲地圖來繪製系統路線。

## 倫敦地鐵圖

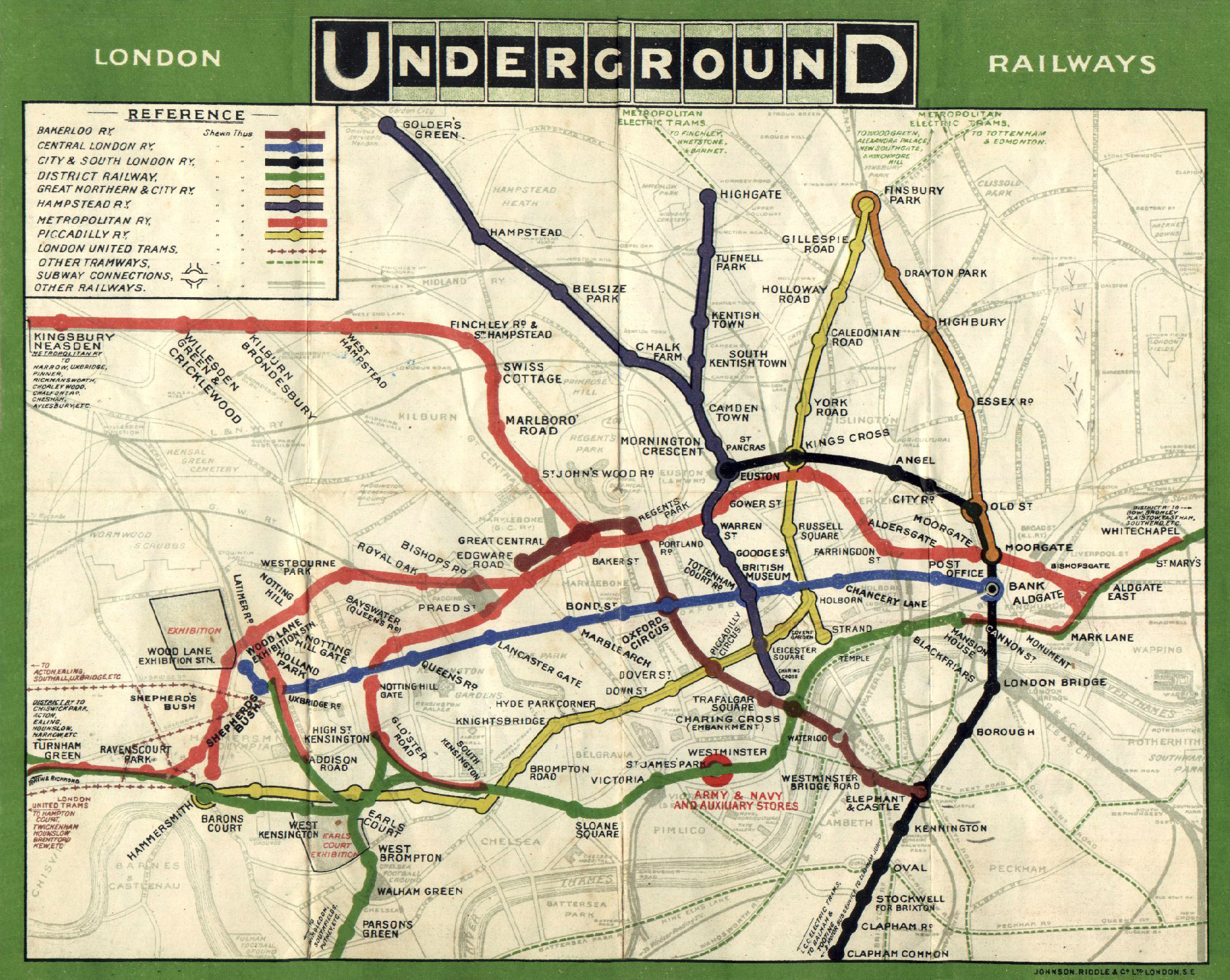
1908年版的倫敦地鐵圖

### 1930年代之前的地圖
倫敦地鐵在1933年之前的路線圖都完全忠於實際地理比例，而且通常直接蓋在城市街道圖上方。這不僅使得整張圖錯綜複雜、元素過多，而且在密集設站的市區，站點都擠成一團，郊區的車站卻又分得太開，增加了讀取的難度。直到1909年時，才特別推出了一種車廂內專用的簡易地圖，雖然只能顯示單條路線，但已經開始將各站之間畫成等距、並將路線拉成直條。1920年代晚期，大部分地鐵路線和首都圈周邊的幾條幹線鐵道（例如倫敦及東北鐵路）都採用了這種車內地圖，當中有許多是出自喬治·道之手。有些作家和廣播員認為，貝克後來會畫出那種獨特的地鐵圖，部分靈感可能是由此所激發。
1932年，就在貝克的地鐵圖發行之前，繪圖師史汀格摩（F. H. Stingemore）又推出了一份參照地理比例所繪的地圖，這款地圖首次將市中心的區域放大，方便使用者查閱。

### 貝克版地圖
貝克在著手構思新式地圖之前，認為地鐵乘客在意的並不是路線形狀或車站位置的真實度，而是如何看出各站之間的往返途徑、或如何找到換車的地點。抱持著這種認知的貝克，在1931年替倫敦地鐵的訊號室繪製電路圖的時候，迸發出來的新想法催生了他那著名的1933年版路線圖。在貝克的版本中，整個系統圖如同電路板一樣的規格化，大部分的車站站距畫得整齊劃一，路線也都安排成垂直、水平或45度角，再將多種顏色用於各路線之間的辨識，克服了照實繪製的舊版地圖所具備的缺點，也使得整幅地圖在視覺上變得更簡單明瞭:p294。

貝克設計的1933年版倫敦地鐵圖（左）對現今倫敦地鐵圖（右）有重大影響

接著，貝克將自己的作品上交給倫敦乘客運輸委員會的執行官法蘭克·皮克，但委員會裡的人認為他的設計改動的太極端了，與過去按照實地比例製圖的習慣差距過大，因此宣傳部退回了貝克的圖，貝克本人也在不久後被解聘。但是這位繪圖師沒有就此打退堂鼓，他又回去將地圖做了一番修正，後來上級才同意將他的圖製作成1千份小本的摺疊冊，放到倫敦市中心幾個地鐵站供乘客索取。有一次，宣傳部派了一組人到鬧區的皮卡迪利圓環站，向站務員詢問乘客的反應，站務員回答說這些地圖在1個小時內就被拿光了。貝克的努力自此獲得了大眾的背書，因此宣傳部門又追加印製了75萬份的地圖，而貝克更是於1933年時重新在倫敦地鐵內獲得了職位。之後，貝克仍一直埋首於自己設計的地圖，一旦倫敦地鐵加入了新路線，他還會動手修改舊地圖，以將更新的細節容納到其中。
但就當貝克在地鐵圖上挹注了20多年的心力之後，他卻在1959年時出走。從1950年代起與貝克成為朋友、並替貝克寫了生平傳記的肯·嘉蘭解釋道：「哈利有一天去地鐵站時，發現牆上的圖不是他畫的版本，讓他大為震驚。更令他感到侮辱的是，他覺得該圖根本像是自己作品的劣化版本，下面還有哈洛德·哈奇森（Harold F Hutchison）的簽名，此君還不是搞設計的人員，而是宣傳部的頭頭」。貝克曾經寫信給上級，想要取回自己對於畢生大作的掌控權，但卻未能如願。地鐵方面不同意他們採用的新版地圖有受貝克的創作影響。嘉蘭還表示，之後的貝克因為自己催生的地圖遭到取代，就拂袖而去，跳槽到倫敦印刷學院（London College of Printing）全職教授文字編排。
雖然貝克離開了倫敦地鐵，但他還是自發性地屢次更新自己的舊設計，例如在維多利亞線開通之前，他就已經將這條未啟用的新線塗上紫丁香色，以斜對角線的方式穿越以前畫過的現有路線。貝克直到1974年逝世前，都没有停止绘图。
據稱貝克在倫敦地鐵兼差的期間，設計新地鐵圖並不是他份內的工作，而且他大多是在空檔休閒時才著手完成這些地圖。因此，貝克可能是無償創作，但也有報導指出他為此得到了5至10堅尼的酬勞。

## 倫敦地鐵圖之外的作品
貝克在1938年時還繪製了一份倫敦周邊地區（北端最遠畫至聖奧爾本斯、東北端至奇平昂加、東端至羅姆福德、東南端至布羅姆利、南端至米查姆、西南端至喜利鎮、西端至阿什福德、西北端至特靈）的詳細版鐵道路線圖，當中除了整個倫敦地鐵外，還加入了每條進出城市的火車幹線。雖然這份地圖畫好後沒有發行，但仍在肯·嘉蘭在1994年出版的著作裡出現過。而政府部門是直到1973年時才推出了囊括首都圈所有軌道交通系統的官方版地圖。
此外，貝克也自己替巴黎地鐵繪製了至少兩個版本的地圖。根據嘉蘭的說法，這些圖最早可能在二戰爆發以前就開始畫了。最後，1946年左右的貝克版巴黎地鐵圖在嘉蘭的著作中公開，馬克·歐文登的巴黎地鐵地圖大全中則收錄了貝克的第二個版本。

## 逝後評價及肯定

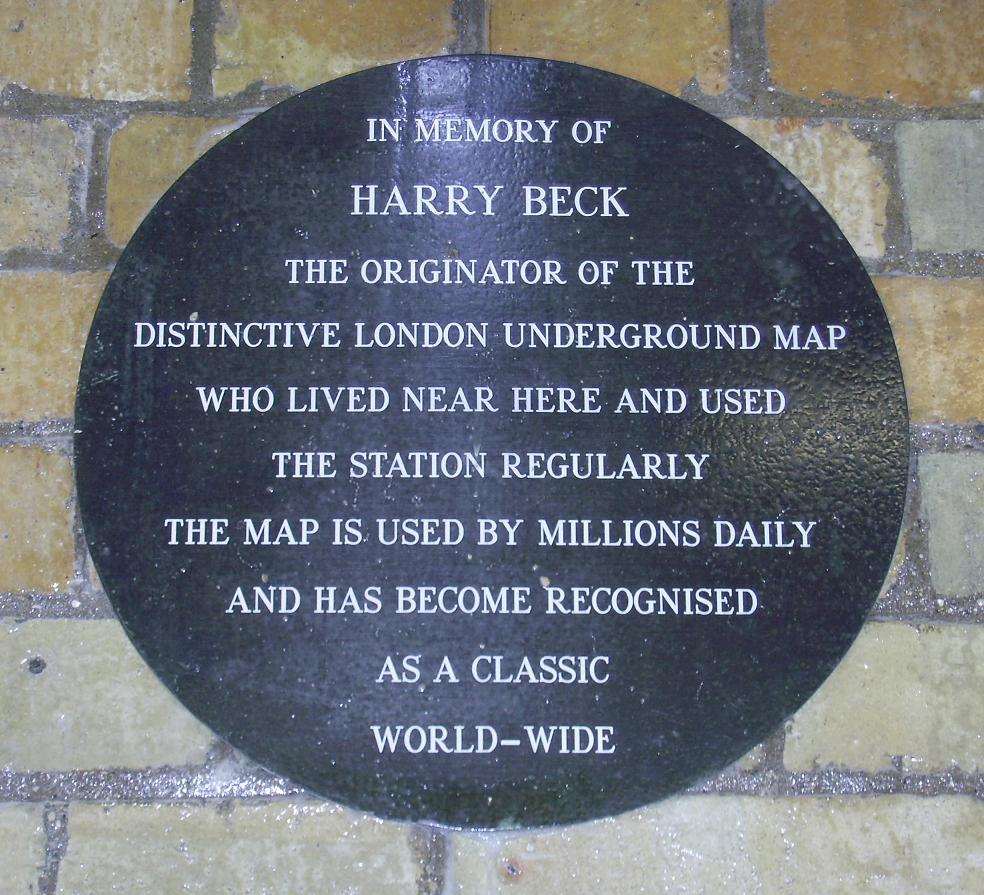
芬奇利中央站的貝克紀念牌匾

1997年時，貝克的貢獻在他辭世20多年後才重獲肯定，此後的倫敦地鐵路線圖也會在下角印上一行微小文字：「本圖衍生自哈利·貝克在1931年時構思出的原創設計」（This diagram is an evolution of the original design conceived in 1931 by Harry Beck）。倫敦區域交通局有鑑於貝克對路線圖設計創新的貢獻長久以來都被忽視，因此在1990年代初時，於倫敦交通博物館內增設了貝克畫廊，展示其作品。2003年時，芬奇利協會（Finchley Society）也在貝克生前住所附近的地鐵芬奇利中央站站內掛了一塊牌匾，以紀念他的付出。
2006年3月，BBC2台的文化秀與倫敦設計博物館的訪客在投票中，將貝克的倫敦地鐵圖選為大英設計大賽（Great British Design Quest）中第二受歡迎的20世紀英國設計品，僅排在協和客機之後。2009年1月，皇家郵政替英國經典設計作品發行了系列郵票，當中有一款同時印上了倫敦地鐵圖和哈利·貝克的姓名。
2013年3月，貝克誕生的房子外也設置了一塊藍色牌匾，慶祝倫敦地鐵圖問世80周年。

## 延伸閱讀
- Leboff, B. and Demuth, T. No need to ask! Early Maps of London's Underground Railways, Harrow Weald, Middlesex: Capital Transport. 1999, ISBN 1-85414-215-1.
- Max Roberts. Underground maps after Beck. Harrow Weald, Middlesex: Capital Transport, 2005. ISBN 1-85414-286-0

## 外部連結
- Harry Beck's Original Tube Map
- Early Sketch by Beck of his new London Underground map（页面存档备份，存于）
- "The Story of Beck's London Underground Map"
- London's Transport Museum（页面存档备份，存于）
- Tube maps with walking distances（页面存档备份，存于）
- Current London Tube map（页面存档备份，存于）